# Coelotes minobusanus
Coelotes minobusanus là một loài nhện trong họ Amaurobiidae.
Loài này thuộc chi Coelotes. Coelotes minobusanus được miêu tả năm 2009 bởi Nishikawa.